# Бенке, Пауль
Пауль Бенке (нем. Paul Behncke; 13 августа 1866, Зюзель, Шлезвиг-Гольштейн — 4 января 1934, Берлин) — немецкий адмирал, командующий рейхсмарине в 1920—1924 годах.

## Биография
Бенке поступил на службу в кайзеровский флот в 1883 году. С 1908 года — капитан цур зее, с 1914 года — контр-адмирал. Во время Первой мировой войны командовал 3-й дивизией линейных кораблей, в 1916 году участвовал в Ютландском сражении (битве при Скагерраке). С 7 октября по 9 ноября 1918 года занимал должность статс-секретаря в штабе рейхсмарине.
Провёл работу по консолидации и возрождению флота после версальского договора и деморализации вследствие революционных событий 1918—1919 годов. В период его нахождения в должности командующего была принята первая после Первой мировой войны программа строительства новых кораблей.

## Награды
- Железный крест (1914) 2-го и 1-го класса (Королевство Пруссия)
- Орден «Pour le Mérite» (31 октября 1917, Королевство Пруссия)
- Орден Красного орла 2-го класса с дубовыми листьями и мечами (Королевство Пруссия)
- Орден Короны 2-го класса (Королевство Пруссия)
- Орден «За военные заслуги» 2-го класса с мечами (Королевство Бавария)
- Ганзейский крест Любека
- Крест Фридриха Августа 2-го и 1-го класса (Великое герцогство Ольденбург)
- Орден Альбрехта рыцарский крест 2-го класса с мечами (Королевство Саксония)